# Kemmental
Kemmental (toponimo tedesco) è un comune svizzero di 2 453 abitanti del Canton Turgovia, nel distretto di Kreuzlingen.

## Storia
Il comune di Kemmental è stato istituito nel 1996 con l'aggregazione di comuni soppressi di Alterswilen, Altishausen, Dotnacht, Ellighausen, Hugelshofen, Lippoldswilen, Neuwilen e Siegershausen (che a sua volta nel 1984 aveva inglobato il comune soppresso di Dippishausen-Oftershausen); capoluogo comunale è Siegershausen.

## Società

### Evoluzione demografica
L'evoluzione demografica è riportata nella seguente tabella:
Abitanti censiti

## Geografia antropica

### Frazioni
- Alterswilen[4]
  - Bommen
- Altishausen[5]
- Dotnacht[6]
  - Altshof
  - Aufhäusern
  - Engelswilen
- Ellighausen[7]
  - Bächi
  - Geboltschhusen
  - Neumühle
- Hugelshofen[8]
- Lippoldswilen[9]
  - Unterstöcken
- Neuwilen[10]
  - Oberstöcken
  - Schwaderloh
- Siegershausen[11][12]
  - Bätershausen
  - Dippishausen
  - Oftershausen

## Infrastrutture e trasporti
Nel comune è situata la stazione di Siegershausen sulla ferrovia Mittelthurgaubahn.